# Villagómez
Villagómez est une municipalité située dans le département de Cundinamarca, en Colombie.